# William H. Ray
William Henry Ray (* 14. Dezember 1812 in Amenia, New York; † 25. Januar 1881 in Rushville, Illinois) war ein US-amerikanischer Politiker. Zwischen 1873 und 1875 vertrat er den Bundesstaat Illinois im US-Repräsentantenhaus.

## Leben
Im Jahr 1813 zog William Ray mit seinen Eltern nach Utica, wo er später die öffentlichen Schulen besuchte. 1834 kam er nach Rushville in Illinois, wo er im Handel arbeitete. Außerdem wurde er im Bankgewerbe tätig. Später schlug er als Mitglied der 1854 gegründeten Republikanischen Partei eine politische Laufbahn ein. Zwischen 1867 und 1869 gehörte er dem Board of Equalization von Illinois an.
Bei den Kongresswahlen des Jahres 1872 wurde Ray im zehnten Wahlbezirk von Illinois in das US-Repräsentantenhaus in Washington, D.C. gewählt, wo er am 4. März 1873 die Nachfolge des Demokraten Edward Y. Rice antrat. Bis zum 3. März 1875 konnte er eine Legislaturperiode im Kongress absolvieren. Nach dem Ende seiner Zeit im US-Repräsentantenhaus nahm William Ray seine frühere Tätigkeiten wieder auf. Er starb am 25. Januar 1881 in Rushville, wo er auch beigesetzt wurde.